# Vomă

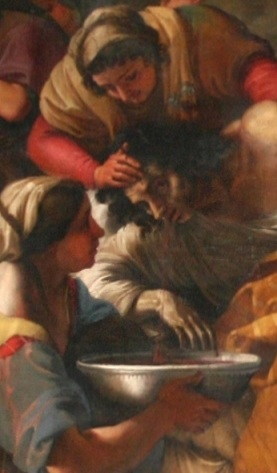
Pictură din 1681 prezentând o persoană vomitând

Vărsăturile sau voma sunt expulzările violente și spastice a conținutului stomacal pe gură. Chiar dacă inițial s-a dezvoltat ca un mecanism de apărare împotriva substanțelor otrăvitoare ingerate nu întotdeauna apare cu acest prilej ci poate fi relaționat și cu alte boli digestive , stomacale, cerebrale, oculare, etc.
Senzația premergătoare vărsăturile se numește greață și uneori poate să apară izolat, fără a fi însoțită și de vomă. 
Medicamentele care opresc vărsăturile și greața se numesc antiemetice. 

## Conținutul vărsăturilor
Conținutul vărsăturilor este puternic acid, din cauza acidului gastric din stomac. În afara de acest acid se mai găsesc resturi alimentare și în funcție de patologia bolnavului substanțe toxice, alcool sau sânge. Când conținutul vărsăturilor include și sânge se numește hematemeză și este o urgență medicală ceea ce înseamnă că subiectul trebuie transportat de urgență la spital. Conținutul vărsăturilor poate fi util în analiza de laborator pentru a facilita diagnostificarea. 

## Complicații
- Aspirarea vomei, dacă aspirarea este abundentă poate provoca asfixierea. Această complicație apare la persoanele intoxicate cu alcool și unele stupefiante, la persoanele anesteziate, la persoanele inconștiente. Pentru a evita asfixierea cu vomă se va așeza subiectul în poziția laterală de siguranță, adică bolnavul întins pe spate cu capul pe o parte.
- deshidratarea și dezechilibrul electrolitic, în cazul în care vărsăturile sunt abundente și prelungite se poate ajunge la deshidratare și la pierderea echilibrului electrolitic mai ales la copiii mici și bătrâni. Se recomandă perfuzii cu ser fiziologic și soluție Ringer pentru a combate aceste complicații.
- sindromul Mallory-Weiss care reprezintă lezarea mucoasei esofagiene, uneori este însoțită și de mici sângerări
- hematemeza, eliberarea de sânge prin vomă în cazului unei hemoragii digestive superioare (HDS). Cel mai adesea hematemeza se produce în ulcerul gastric sau duodenal, varice esofagiene, cicatrici hepatice, intoxicații cu alcool. Hematemeza este o urgență medicală și subiectul trebuie transportat când mai grabnic la spital pentru a i se opri sângerarea și a i se reumple patul sangvin prin perfuzii și transfuzii.

## Cauze
Cauzele vărsăturile sunt din cele mai multiple dar în mare putem menționa:
- tulburări digestive ca gastrite, ulcer, intoxicații alimentare
- tulburări ale sistemului nervos ca migrenă puternică, hemoragie sau comoție cerebrală
- alergii
- alte cauze: sarcină, stări postoperatorii, apendicită, amețeală

## Tratament
Pentru oprirea vărsăturilor precum și a greții se folosesc medicamentele antiemetice. Aceste medicamente se folosesc concomitent cu citostaticele și anestezicele opioide. 
În unele cazuri este recomandată provocarea vărsăturilor atunci când intoxicația este recentă, bolnavul este conștient și când nu este intoxicat cu soluții caustice care ar putea fi dăunătoare esofagului și cavității bucale sau cu produse petroliere.